# اتحاد غيانا لكرة القدم
تأسس اتحاد غيانا لكرة القدم في عام 1902م وانضم إلى الإتحاد الدولي لكرة القدم في 1968م وإنضم إلى اتحاد أمريكا الشمالية لكرة القدم في 1961م.

## روابط إضافية
- Guyana at the FIFA website.